# Ligne E du tramway de Bordeaux
 (décembre 2025).
La ligne E du tramway de Bordeaux est une future ligne de tramway française devant ouvrir le 6 décembre 2025 à Bordeaux et dans sa métropole, en Gironde. Cinquième ligne du tramway de Bordeaux, elle reliera les stations Gare de Blanquefort, à Blanquefort, et Floirac Dravemont, à Floirac, en utilisant les voies des lignes A et C existantes. Elle sera en correspondance avec les lignes A, B, C, et D du réseau ainsi que la future ligne F dont la mise en service est prévue en même temps que la ligne E.

Plan de la ligne.

## Histoire
La ligne E a été proposée par Keolis dans le cadre du renouvellement de la délégation du service public de transports qui a été voté le 8 juillet 2022.
Reprenant les infrastructures existantes des lignes A et C, elle impliquait seulement la création d’un aiguillage au niveau de la Porte de Bourgogne. Cette ligne avait pour objectif de permettre aux voyageurs venant de la rive droite de pouvoir se rendre directement place des Quinconces et dans le nord de l’agglomération, et inversement, simplifiant ainsi les flux de voyageurs qui existaient entre les lignes A et C.
Les travaux et les essais, autour de la station Porte de Bourgogne, se sont déroulés du 2 juin au 31 août 2025, impliquant une interruption partielle de la circulation des autres lignes de tramway, à l'exception de la ligne B.
La mise en service est prévue le 6 décembre 2025, après la formation de l’ensemble des conducteurs de trams aux nouveaux mouvements qui s’opéreront porte de Bourgogne.

## Schéma de la ligne

### Liste des stations
La ligne E du tramway de Bordeaux desservira les 29 stations suivantes :
|  |   |  | Stations                    | Lat/Long                    | Communes             | Correspondances                                                  |
|  | - |  | --------------------------- | --------------------------- | -------------------- | ---------------------------------------------------------------- |
|  | ■ |  | Gare de Blanquefort         | 44° 55′ 04″ N, 0° 37′ 26″ O | Blanquefort          | • 22 37 38 52 79 • F42 • TransGironde 704                        |
|  | • |  | Frankton                    | 44° 54′ 26″ N, 0° 37′ 08″ O | Blanquefort          | 22 38                                                            |
|  | • |  | Gare de Bruges              | 44° 53′ 20″ N, 0° 36′ 38″ O | Bruges               | • 35 70 72 75 • F42                                              |
|  | • |  | Ausone                      | 44° 52′ 50″ N, 0° 36′ 15″ O | Bruges               | 70                                                               |
|  | • |  | La Vache                    | 44° 52′ 21″ N, 0° 35′ 28″ O | Le Bouscat           | 15 33                                                            |
|  | • |  | Cracovie                    | 44° 52′ 15″ N, 0° 34′ 34″ O | Bordeaux, Bruges     | • 7 33 35 53                                                     |
|  | • |  | Place Ravezies - Le Bouscat | 44° 52′ 01″ N, 0° 34′ 33″ O | Bordeaux, Le Bouscat | • 7 9 27 53 82 • TransGironde 202 302 705                        |
|  | • |  | Grand Parc                  | 44° 51′ 44″ N, 0° 34′ 31″ O | Bordeaux             | • 82                                                             |
|  | • |  | Émile Counord               | 44° 51′ 31″ N, 0° 34′ 30″ O | Bordeaux             | (T) · (C)                                                        |
|  | • |  | Camille Godard              | 44° 51′ 17″ N, 0° 34′ 28″ O | Bordeaux             | • 15                                                             |
|  | • |  | Place Paul Doumer           | 44° 51′ 07″ N, 0° 34′ 27″ O | Bordeaux             | • 5 15                                                           |
|  | • |  | Jardin Public               | 44° 50′ 53″ N, 0° 34′ 31″ O | Bordeaux             | • 5 15 • TransGironde 703                                        |
|  | • |  | Quinconces                  | 44° 50′ 38″ N, 0° 34′ 26″ O | Bordeaux             | • 2 • BAT3 • TransGironde 304 601 703                            |
|  | • |  | Place de la Bourse          | 44° 50′ 30″ N, 0° 34′ 11″ O | Bordeaux             | (T) · (C) · (D)                                                  |
|  | • |  | Porte de Bourgogne          | 44° 50′ 14″ N, 0° 33′ 59″ O | Bordeaux             | • 1 16 24 ARENA • TransGironde 407                               |
|  | • |  | Stalingrad                  | 44° 50′ 25″ N, 0° 33′ 35″ O | Bordeaux             | • 16 25 28 60 65 ARENA • BAT3 • TransGironde 401 402 404 405 501 |
|  | • |  | Jardin botanique            | 44° 50′ 35″ N, 0° 33′ 19″ O | Bordeaux             | • 25 61 • TransGironde 401 402                                   |
|  | • |  | Thiers - Benauge            | 44° 50′ 45″ N, 0° 33′ 03″ O | Bordeaux             | (T) · (A)                                                        |
|  | • |  | Galin                       | 44° 50′ 59″ N, 0° 32′ 40″ O | Bordeaux             | • 16 28 31                                                       |
|  | • |  | Jean Jaurès                 | 44° 51′ 14″ N, 0° 32′ 16″ O | Cenon                | • 31                                                             |
|  | • |  | Cenon Gare                  | 44° 51′ 22″ N, 0° 32′ 03″ O | Cenon                | • 27 31 60 STADE • F41 F43                                       |
|  | • |  | Carnot - Mairie de Cenon    | 44° 51′ 28″ N, 0° 31′ 54″ O | Cenon                | • 27 60                                                          |
|  | • |  | Buttinière                  | 44° 51′ 51″ N, 0° 31′ 30″ O | Cenon                | • 27 32 64 66 67 Flex'Artigues • TransGironde 201 301 302 303    |
|  | • |  | Palmer                      | 44° 51′ 44″ N, 0° 31′ 11″ O | Cenon                |                                                                  |
|  | • |  | Pelletan                    | 44° 51′ 31″ N, 0° 31′ 11″ O | Cenon                |                                                                  |
|  | • |  | La Morlette                 | 44° 51′ 18″ N, 0° 31′ 05″ O | Cenon                | 32                                                               |
|  | • |  | Jean Zay                    | 44° 51′ 15″ N, 0° 30′ 47″ O | Cenon                | 27                                                               |
|  | • |  | La Marègue                  | 44° 51′ 03″ N, 0° 30′ 32″ O | Cenon                | 32                                                               |
|  | ■ |  | Floirac Dravemont           | 44° 50′ 45″ N, 0° 30′ 37″ O | Floirac              | • 28 32 65 • TransGironde 401 402                                |

## Exploitation de la ligne

### Matériel roulant
Les tramways utilisés sur la ligne E seront des Citadis 402 d'Alstom, complétés en heures de pointe par des Citadis 302, comme sur les autres lignes de tramway de Transports Bordeaux Métropole.

### Tarification et financement
La tarification de la ligne sera identique à celles des autres lignes de tramway de Transports Bordeaux Métropole et accessible avec les mêmes abonnements.